# Montagnole
Ne doit pas être confondu avec Montagnol ou Vallon de la Montagnolle.
Montagnole est une commune française située dans le département de la Savoie, en région Auvergne-Rhône-Alpes.

## Géographie

### Situation
La commune de Montagnole se situe à 5 km sur les hauteurs sud de Chambéry, dans le département de la Savoie, adossée au nord du massif de la Chartreuse.
Montagnole s’étend sur une superficie de 1 130 hectares, étagée entre 400 et 1 485 mètres d'altitude et constituée de différents hameaux, comme Lovettaz, les Corneries ou encore le chef-lieu. Son emplacement permet un panorama sur le nord, notamment sur le lac du Bourget situé à une dizaine de kilomètres.

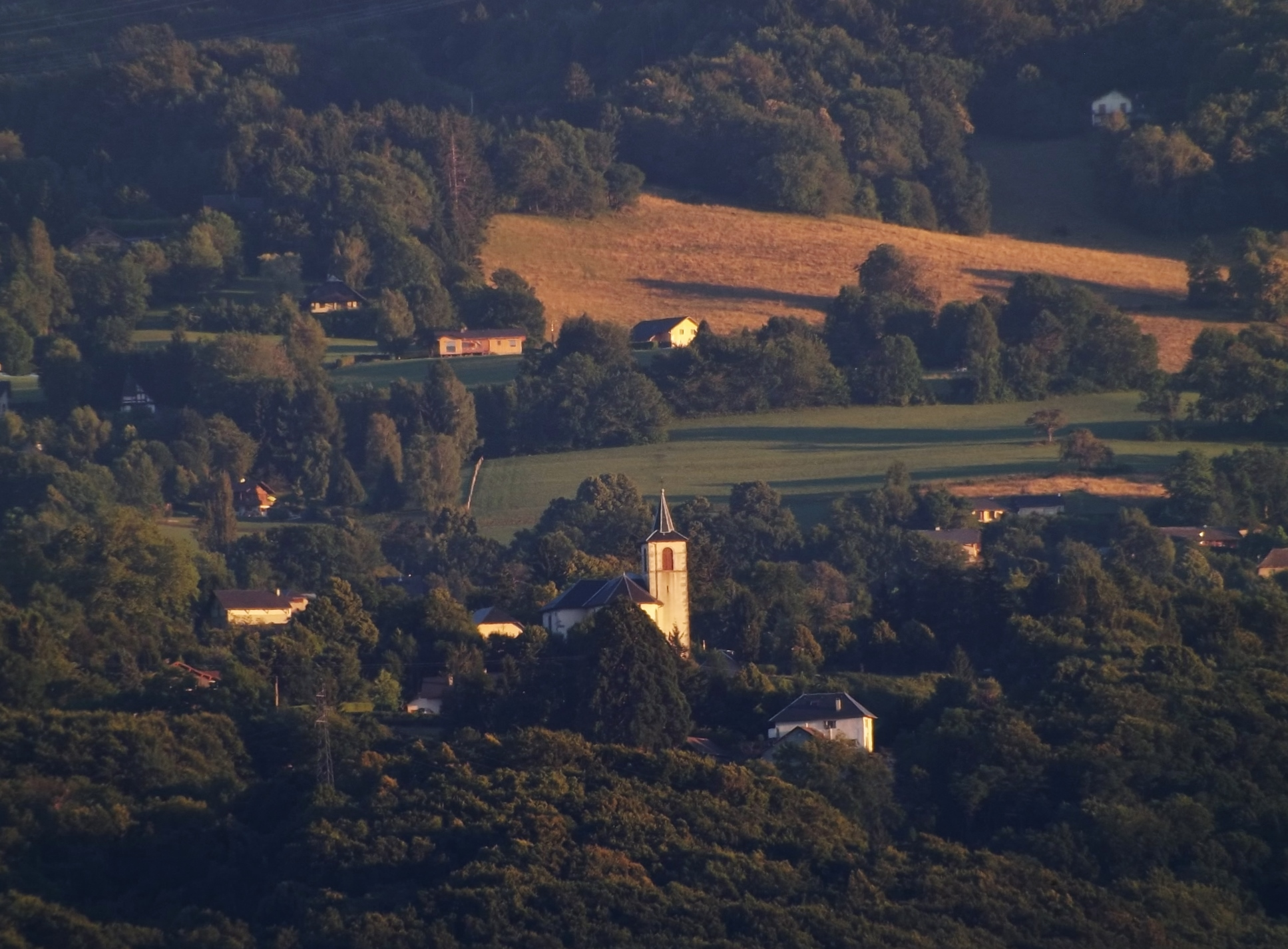
Le village (église et plateau) vu depuis Chambéry en soirée.
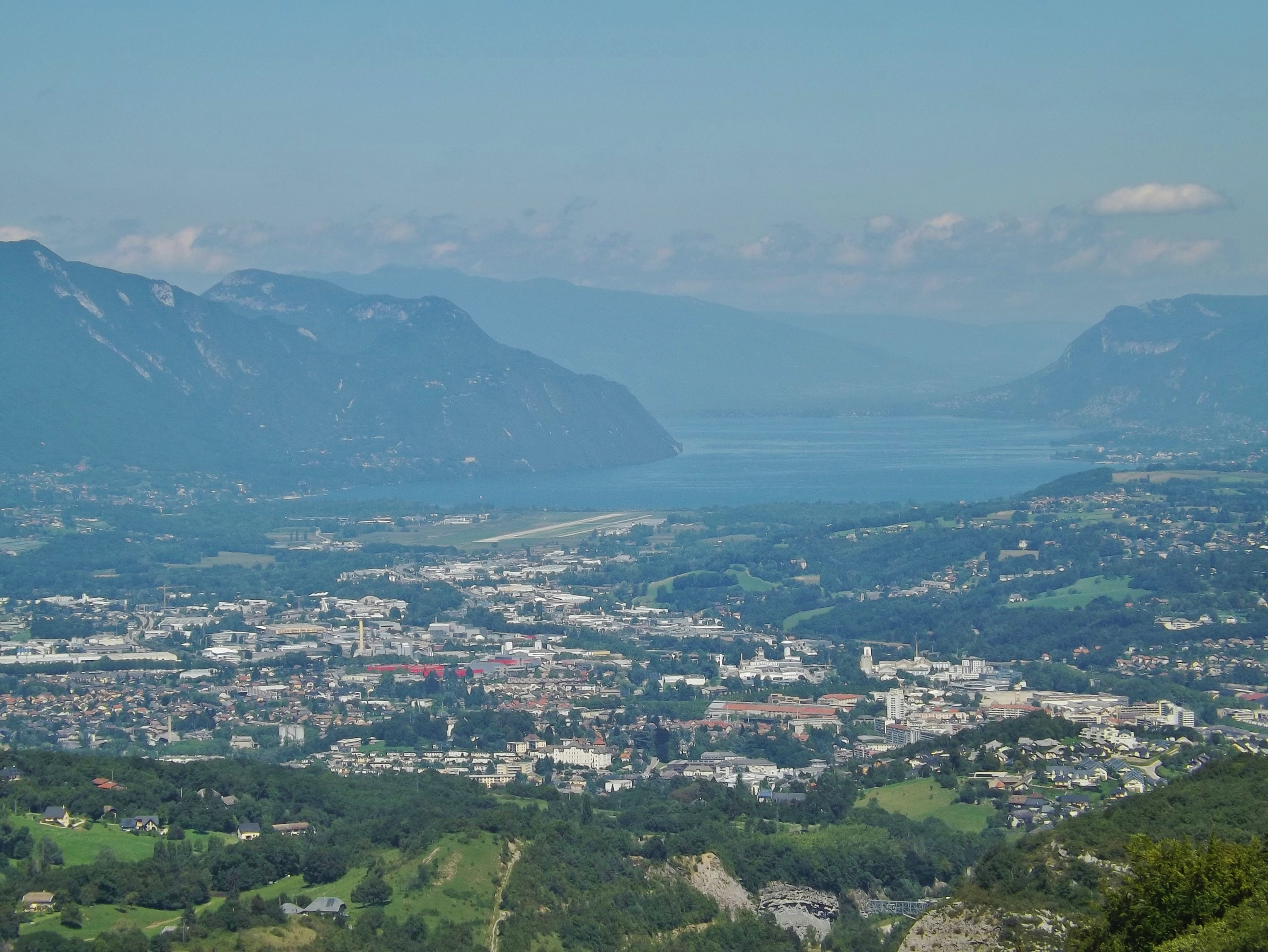
Nord de Chambéry et lac du Bourget vus des hauteurs de la commune.

### Climat
Pour des articles plus généraux, voir Climat d'Auvergne-Rhône-Alpes et Climat de la Savoie.
En 2010, le climat de la commune est de type climat de montagne, selon une étude du Centre national de la recherche scientifique s'appuyant sur une série de données couvrant la période 1971-2000. En 2020, Météo-France publie une typologie des climats de la France métropolitaine dans laquelle la commune est exposée à un climat de montagne ou de marges de montagne et est dans la région climatique Alpes du nord, caractérisée par une pluviométrie annuelle de 1 200 à 1 500 mm, irrégulièrement répartie en été.
Pour la période 1971-2000, la température annuelle moyenne est de 10,3 °C, avec une amplitude thermique annuelle de 17,6 °C. Le cumul annuel moyen de précipitations est de 1 382 mm, avec 9,5 jours de précipitations en janvier et 8,2 jours en juillet. Pour la période 1991-2020, la température moyenne annuelle observée sur la station météorologique de Météo-France la plus proche, « Challes les Eaux », sur la commune de Challes-les-Eaux à 6 km à vol d'oiseau, est de 11,8 °C et le cumul annuel moyen de précipitations est de 1 147,6 mm,. Pour l'avenir, les paramètres climatiques de la commune estimés pour 2050 selon différents scénarios d'émission de gaz à effet de serre sont consultables sur un site dédié publié par Météo-France en novembre 2022.

## Urbanisme

### Typologie
Au 1er janvier 2024, Montagnole est catégorisée commune rurale à habitat dispersé, selon la nouvelle grille communale de densité à sept niveaux définie par l'Insee en 2022.
Elle appartient à l'unité urbaine de Chambéry, une agglomération intra-départementale regroupant 35  communes, dont elle est une commune de la banlieue,,. Par ailleurs la commune fait partie de l'aire d'attraction de Chambéry, dont elle est une commune de la couronne,. Cette aire, qui regroupe 115 communes, est catégorisée dans les aires de 200 000 à moins de 700 000 habitants,.

### Occupation des sols
L'occupation des sols de la commune, telle qu'elle ressort de la base de données européenne d’occupation biophysique des sols Corine Land Cover (CLC), est marquée par l'importance des forêts et milieux semi-naturels (57 % en 2018), une proportion sensiblement équivalente à celle de 1990 (57,7 %). La répartition détaillée en 2018 est la suivante : forêts (54,9 %), prairies (33,1 %), zones urbanisées (3,7 %), mines, décharges et chantiers (3,5 %), zones agricoles hétérogènes (2,7 %), espaces ouverts, sans ou avec peu de végétation (2,1 %).
L'IGN met par ailleurs à disposition un outil en ligne permettant de comparer l'évolution dans le temps de l'occupation des sols de la commune (ou de territoires à des échelles différentes). Plusieurs époques sont accessibles sous forme de cartes ou photos aériennes : la carte de Cassini (XVIIIe siècle), la carte d'état-major (1820-1866) et la période actuelle (1950 à aujourd'hui).

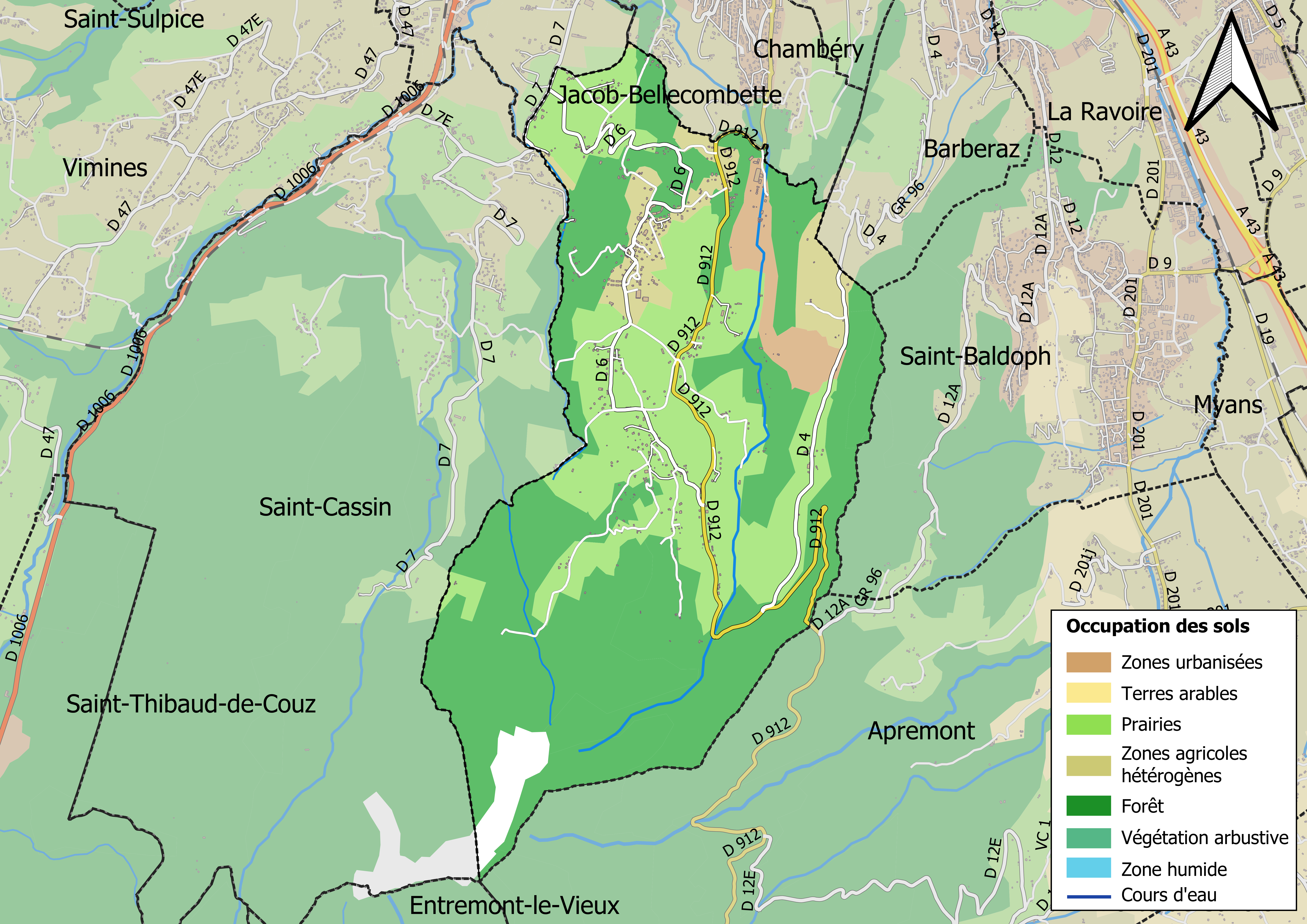
Carte des infrastructures et de l'occupation des sols en 2018 (CLC) de la commune.
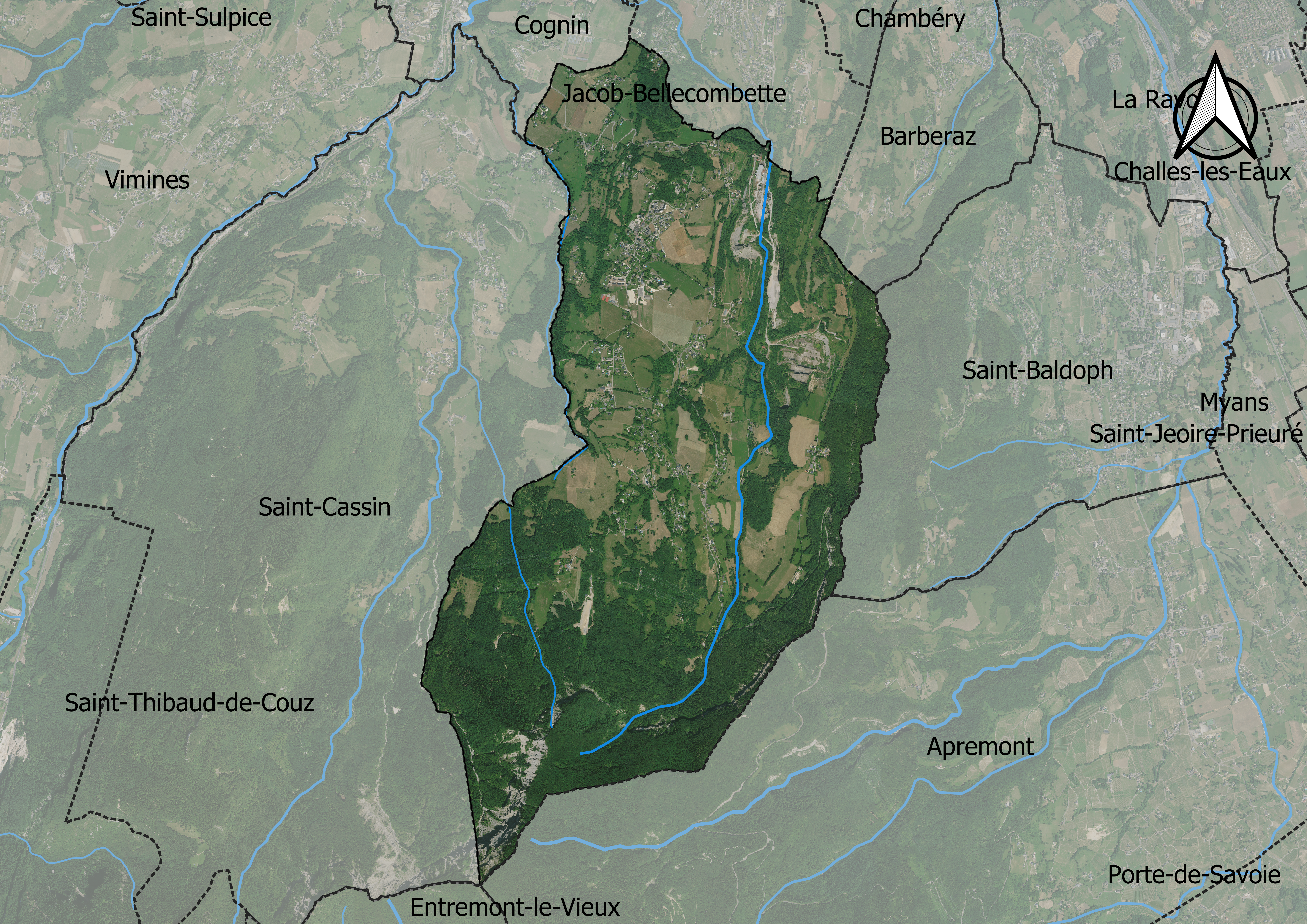
Carte orthophotogrammétrique de la commune.

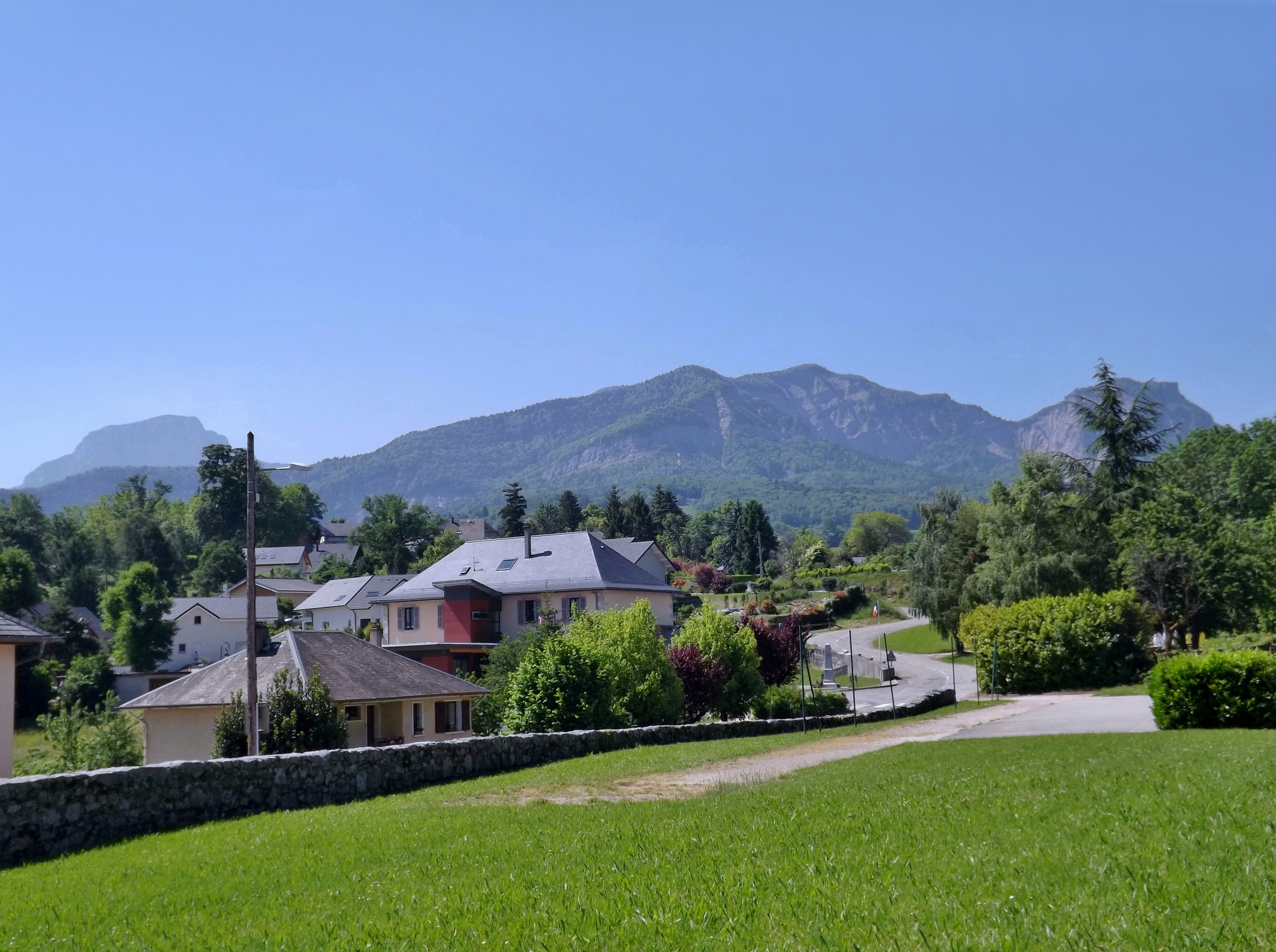
Chef-lieu et territoire de Montagnole au pied du massif de la Chartreuse.

## Toponymie
Les formes anciennes de Montagnole étaient Montagnola ou Montaniola au cours de la période médiévale. On trouve ainsi Ecclesia de Montaniola (vers 1100, dans les cartulaires de l'église Cathédrale de Grenoble), Parrochia de Montagnola (1260), Ecclesia Sancti Andree de Montaigniola (1497).
Le toponyme est constitué montagnette ou montagne, qui bien que synonyme de mont, il désigne localement une « propriété située sur les hauteurs où l'on conduit les troupeaux en alpage », et du suffixe diminutif -ole.
En francoprovençal, le nom de la commune s'écrit Montanyoula, selon la graphie de Conflans.

## Histoire

### Époque gallo-romaine
La commune était habitée à l'époque gallo-romaine, comme l'atteste la présence d'un temple de Diane sur lequel fut construite l'église d'origine (selon Histoire des communes savoyardes. Savoie - Volume 1 - Page 184 / 1983), et par ailleurs la maison de Maistre qui a été bâtie sur les fondations d'une villa gallo-romaine.

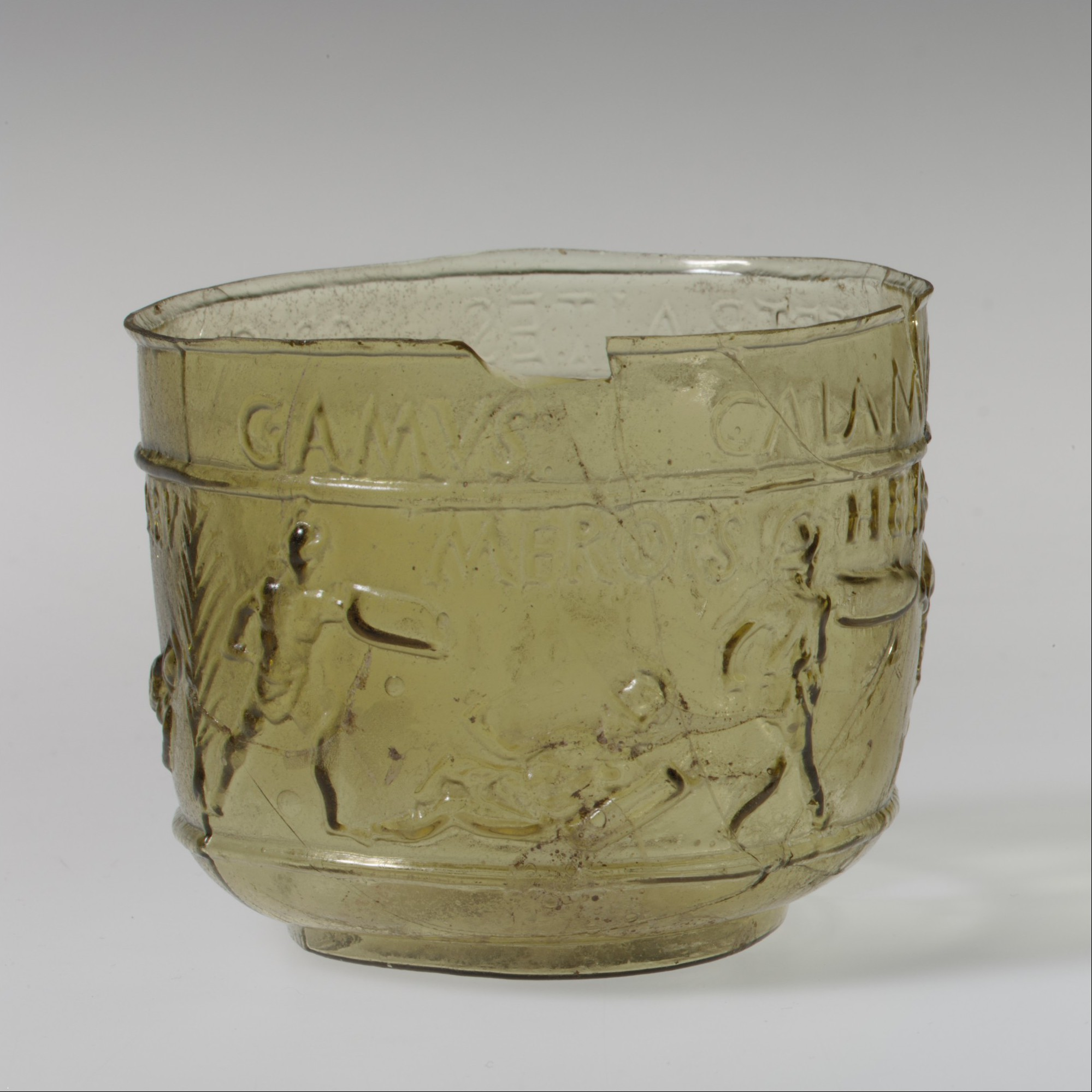
Vase antique de verre représentant des combats de gladiateurs.

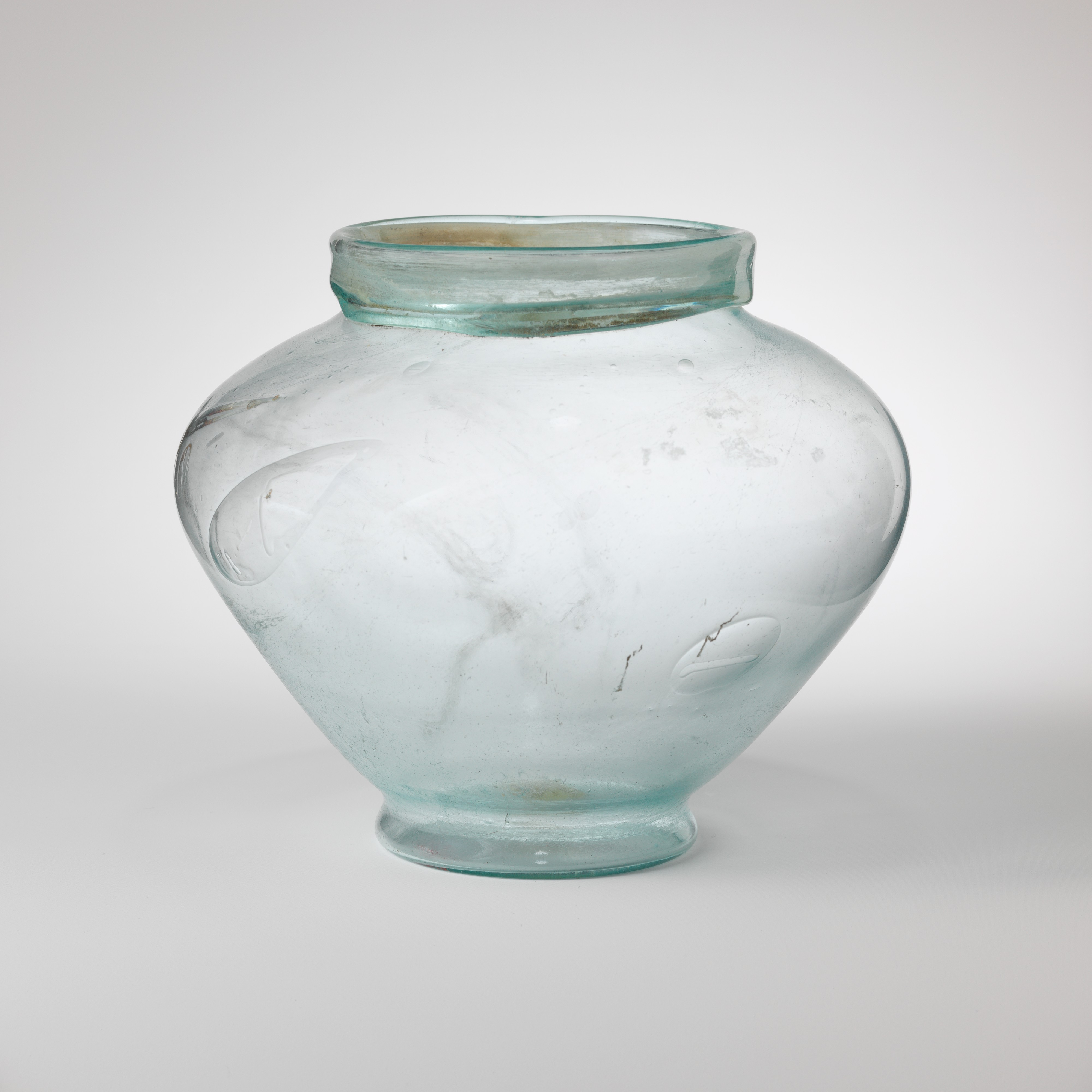
Urne cinéraire.

Un « vase antique de verre représentant des combats de gladiateurs » a été trouvé à Montagnole vers 1856 par M. Vissol (alors syndic de Montagnole) comme publié dans les Mémoires de la Société savoisienne d'histoire et d'archéologie (Tome II) et décrit par M. Rabut (Tome VIII). Il est devenu la propriété de M. Charvet, antiquaire à Paris et a fait l'objet d'un ouvrage de 7 pages avec planche par M. François Lenormant (mémoires Tome X de 1866).
M. Rabut décrit très précisément dans sa Notice une urne cinéraire et une tasse (le vase ou bol ci-dessus) contenus dans une grande amphore brisée en terre rouge non vernie, avec un poignard en fer. Il signale aussi dans les alentours des débris de poterie romaine, quelques médailles de bronze et des fragments de vases et de tuiles.
Ce bol est maintenant au Metropolitan Museum (MET) à New York aux États-Unis (inventaire détaillé 81.10.245), ainsi que l'urne cinéraire (inventaire sommaire 81.10.10).

### Paroisse et église
Après l'écroulement du mont Granier, le 24 novembre 1248, et la disparition du village de Saint-André, le décanat de Savoie est transféré à Montagnole où s'installe le doyen Jean d'Ambléon. Même si la paroisse rurale s'affaiblit peu à peu au profit de celle de Grenoble, Montagnole reste longtemps première paroisse du décanat (son curé va chercher les Saintes huiles à l'évêché de Grenoble - celui de Chambéry n'a été créé qu'en 1777 - pour les remettre aux autres paroisses).
Vers la fin du XIVe siècle ou le début du suivant, une nouvelle église est construite.
Le curé de la paroisse trouva un petit denier d'argent qu'il confia au maire M.Vissol. Le 2 septembre 1858 M. François Rabut fit lecture de sa publication « Denier de l’évêché de Saint Jean de Maurienne frappé à Aiguebelle au XIe siècle » et contenant la reproduction recto-verso de cette monnaie : il est remarquable que ces deniers d'Aiguebelle soient justement connus par plusieurs textes de transactions entre des personnes de Saint-André, l'évêque Hugues et l'église de Grenoble, en raison du transfert de Saint-André à Montagnole mentionné ci-dessus. Cette pièce déposée au musée, sera exposée par M.Bourbon-Vissol lors de l'Exposition d'objet d'art ouverte à Chambéry le 10 aout 1863, avec l'urne cinéraire et la tasse en verre gallo-romaines. Le denier se trouve toujours dans le médailler de Chambéry au musée savoisien.

### La Lettre de Jean-Claude Têtu
Joseph de Maistre, réfugié à Lausanne, publie en 1795 un pamphlet contre-révolutionnaire intitulé :Lettre de Jean-Claude Têtu, maire de Montagnole, à ses concitoyens. Ce libelle incisif, tiré à plusieurs milliers d'exemplaires, fut lu avidement en Savoie. Le Conseil général s'en émut et sollicita la République de Genève d'en faire saisir l'édition nouvelle; les genevois répondirent, avec un semblant de raillerie, que leurs lois s'opposaient à un pareil acte arbitraire, mais que, si le Conseil leur faisait passer les 9 000 livres en numéraires que devait coûter l'édition, ils se feraient un plaisir de la leur expédier tout entière, sans que personne en pût distraire un seul numéro.
Le duché de Savoie, envahie en 1792 par les troupes révolutionnaires françaises, est annexée à la France. Elle devient le 84e département français, le Mont-Blanc.
Contrairement à la légende, Jean-Claude Têtu n'a pas été maire de la commune. Il s'agit d'un pseudonyme du comte Joseph de Maistre pour éditer le 10 août 1795 une « satyre ingénieuse des maximes et des opinions qui étaient alors en vogue », selon l'ouvrage Les supercheries littéraires dévoilées, galerie des auteurs de Joseph Marie Quérard (1847).
L'auteur précisera ensuite de J.C. Têtu qu'il l'avait voulu laboureur, parlant cependant français, et de Montagnole : « Un site sauvage, la simplicité des habitants, et des vins détestables, avaient fait de ce nom une espèce de plaisanterie » (Lettres et opuscules inédits du comte Joseph de Maistre, par Joseph Marie comte de Maistre, Rodolphe comte de Maistre, 1851).
Il est indiqué en 1893 dans la Revue des Deux Mondes - volume 118 - page 223 que J. de Maistre se serait inspiré de la demande en revendication d'un certain Têtu de Montagnole contre son voisin, alors qu'il était substitut. Les détails fournis, à savoir le patronyme Têtu, le Mas de Lélia, la parcelle 1708 de la mappe de 1738, sont cependant introuvables dans la Liste des parcelles par numéro avec noms des propriétaires et des lieudits relative à la mappe de 1732 (Archives départementales de la Savoie).

### Période moderne
La période moderne a été marquée par le développement puis l'extinction d'une activité industrielle d'extraction minière et de production de ciment.
Le Courrier du Valais du 6 mars 1856 (citant la Gazette de Savoie) précise que M.de Seras a trouvé dans la carrière de M.Vissol à Montagnole des pierres à ciment romain, et qu'ils en ont commencé l'exploitation afin de permettre à la Savoie de ne plus devoir l'importer de France, et d'Isère en particulier. MM Vissol et Duclos établissent en 1857 une première fabrique de ciment qui durera pendant trois à quatre ans : les fours étaient situés aux Domaines, sur la route du Granier, et le moulin à broyer la pierre aux Corneries. Ensuite acquise par M. Castellazzo, puis par MM Routin et Grumel, la fabrique se trouve en 1878 à Vimines, sans que le mode de transport depuis Montagnole et alentours soit précisé.
Une intense activité d'extraction et de transformation de pierre à ciment a ensuite été développée à Montagnole par la famille Chiron, avant le rachat des Ciments Chiron par la société Vicat. La distance séparant les carrières, mines et usine du Pontet à Montagnole de l'usine de la Revériaz à Chambéry conduisit les Chiron à utiliser successivement des transports routiers, ferroviaires puis aériens en passant par Jacob-Bellecombette, pour finalement percer le Métro de Montagnole décliné en plusieurs variantes successives.
Certaines parties du territoire de la commune présentent par conséquent des risques d'effondrement liés à cette activité minière passée, ainsi qu'à la nature même d'autres secteurs, et sont à ce titre prises en compte au niveau du PLU. À Pierre Grosse, au lieu-dit « Maisolée », se détache toujours l'imposante cheminée provenant du four de l'usine du Pontet, sans plus émettre les poussières qui ont tant fait réagir la population.
Longtemps agricole (cultures, dont du vin, et surtout pâturages), la commune est devenue résidentielle, intégrée au bassin de vie et d'emploi de Chambéry.
Une anecdote locale qui perdure : l'Ours de Montagnole, Lallet, personnage né en 1807 au hameau des Bocquets et mort en 1889 à l'hospice de la Charité de la préfecture. À la fois clochard, excentrique et farceur, il animait la commune (et pas seulement par son humour !) jusqu'au grand hôtel de France quai Nézin à Chambéry. Il servit de modèle à des artistes et photographes, dont des cartes postales qui le présentent avec la légende : « Type de paysan savoyard », ce qu'il n'était pas bien sûr (selon l'ouvrage L'humour savoyard de Paul Vincent - 1982).

## Politique et administration

### Administration municipale

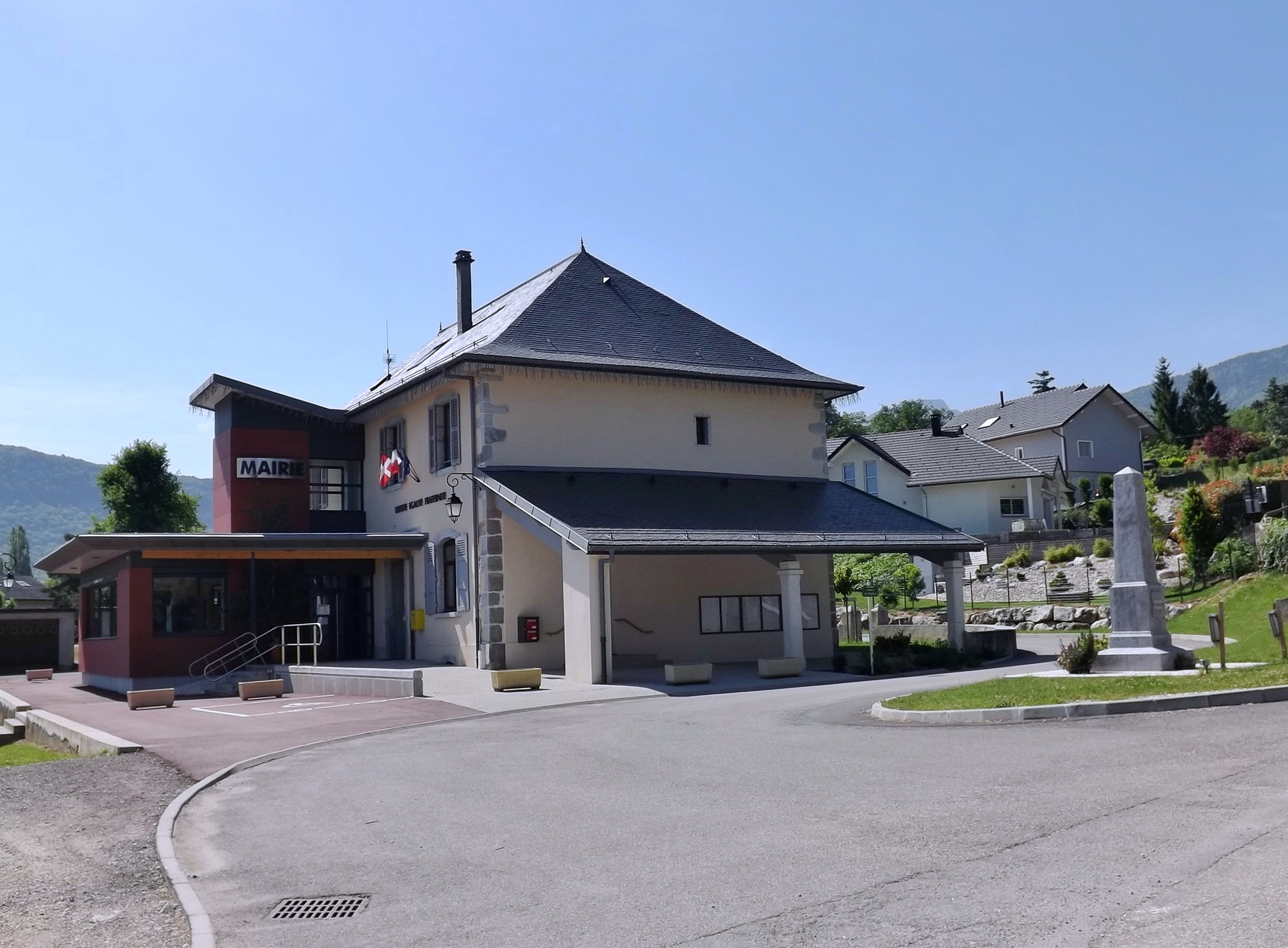
La mairie.

Le conseil municipal de Montagnole se compose du maire, de quatre adjoints et de 9 conseillers municipaux.
Voici ci-dessous le partage des sièges au sein du conseil municipal :

### Tendances politiques et résultats
|                                 | 1er score | 1er score                               | 2e score | 2e score                              | Participation |
| Élections européennes de 2014   |           | 26,58 % pour Jean-Marie Le Pen (FN)     |          | 26,03 % pour Renaud Muselier (UMP)    | 53,71 %       |
| Élections municipales de 2014   |           | 98,22 % pour Christiane Maréchal (SE)   |          | 98,22 % pour Martial Perrier (SE)     | 61,74 %       |
| Élections législatives de 2012  |           | 56,40 % pour Christiane Brunet (DVD)    |          | 43,60 % pour Bernadette Laclais (PS)  | 61,49 %       |
| Élection présidentielle de 2012 |           | 61,33 % pour Nicolas Sarkozy (UMP)      |          | 38,67 % pour François Hollande (PS)   | 89,81 %       |
| Élections régionales de 2010    |           | 41,97 % pour Françoise Grossetête (UMP) |          | 40,41 % pour Jean-Jack Queyranne (PS) | 57,69 %       |
| Élections cantonales de 2008    |           | 69,72 % pour Lionel Mithieux (MoDem)    |          | 30,28 % pour Paul Chevallier (PS)     | 55,64 %       |

### Liste des maires
Au cours de la période du duché de Savoie (XVe siècle-1792), le représentant de la commune est le syndic. La charge de syndic disparaît en septembre 1792, lorsque le duché est occupé par les troupes révolutionnaires françaises jusqu'en novembre 1815, au profit d'un maire nommé. Avec la Restauration sarde, de 1815, des syndics, nommés, sont à nouveau mis en place dans les communes. En juin 1860, le duché de Savoie est uni à la France, la commune est depuis administrée par des maires.
| Période                                  | Période                    | Identité                        | Étiquette    | Qualité |
| ---------------------------------------- | -------------------------- | ------------------------------- | ------------ | --- |
| ?                                        | ?                          | Étienne Morel                   | ...          | maire en 1806, 1807, 1811, 1813, 1814 Occupation française |
| 1818                                     | 1821                       | Pierre Évêque, dit Dieu le Fils | ...          | syndic |
| 1821                                     | 1823                       | Joseph Vissol                   | ...          | syndic |
| 1823                                     | 1824                       | Pierre Évêque                   | ...          | syndic |
| 7-01-1824                                | 7-1826                     | Jean Marie Guitaud              | ...          | syndic |
| 7-1826                                   | 29-04-1830                 | Joseph Vissol                   | ...          | syndic |
| 1839                                     | 1842                       | André Burdin dit Maï            | ...          | syndic |
| ?                                        | 1860                       | Jean Vissol                     | ...          | Propriétaire, syndic |
| 1860                                     | 23-08-1861 (décès)         | Jean Vissol                     | ...          | Propriétaire |
| 29-09-1861                               | 1862                       | Antoine Bourbon(-Vissol)        | ...          | Avocat à Chambéry, beau-frère du précédent |
| 28-09-1862                               | août 1865                  | Gabriel Janin                   | ...          | |
| août 1865                                | 1868                       | Benoit Guillermin               | ...          | Ancien adjoint |
| 1868                                     | 1870                       | Gabriel Janin                   | ...          | |
| 1870                                     | 13-11-1870                 | Anthelme Ruissel                | ...          | |
| 14-05-1871                               | 1884                       | Benoit Guillermin               | ...          | Trois mandats |
| 18-05-1884                               | 13-10-1891 (décès)         | Jean Mailland                   | ...          | Deux mandats |
| 1891                                     | 1892                       | Auguste Brun                    | ...          | Fait fonction de maire Ancien adjoint des mandats Ruissel et Mailland |
| 6-12-1892                                | 1901 (décès)               | André Dubonnet                  | ...          | |
| 1901                                     | 1901                       | Henri Bureau du Colombier       | ...          | fait fonction de maire. Ancien adjoint et adjoint du mandat suivant |
| 8-12-1901                                | 1919                       | Louis Dubonnet                  | ...          | Quatre mandats |
| 10-12-1919                               | 1929                       | Jean Burdin dit Gassa           | Deux mandats | ... |
| 19-05-1929                               | 5-12-1941 démission        | Joseph Fetaz                    | Deux mandats | Ancien adjoint |
| 1942                                     | 1944                       | Jean-Pierre Cadoux              | ...          | président de la délégation spéciale du 19-06-1942, nommé par le gouvernement de Vichy, avec Léon Bouchet, Joseph Berrux, Paul Cadoux et Anselme Évêque |
| 07-09-1944                               | 1945                       | Joseph Clérin                   | ...          | représentant du nouveau conseil provisoire, sur proposition du comité départemental de la Libération, avec Anthelme Fetaz, Marcel Berrux, Antoine Maréchal, Pierre Joly, Joseph Bernard, Auguste Guillermin, André Maréchal, Jean Dubonnet, Antoine Million |
| 15-05-19                                 | 1947                       | Anthelme Fetaz                  | ...          | ... |
| 21-10-1947                               | 1971                       | Edmond Bureau du Colombier      | ...          | Avoué à Chambéry |
| 27-03-1971                               | 1977                       | Jacques Coquemer                | ...          | ... |
| 19-03-1977                               | 1989                       | Bernard Bureau du Colombier     | ...          | Avocat à Chambéry |
| 17-03-1989                               | 1995                       | Guy Usseglio                    | ...          | Ancien adjoint des mandats Coquemer et Bureau du Colombier |
| 12-06-1995                               | 03-2001                    | Roger Berrux                    | ...          | |
| 03-2001                                  | En cours (au 30 juin 2020) | Jean Maurice Venturini          | SE           | |
| Les données manquantes sont à compléter. |                            |                                 |              | |

## Démographie
Les habitants de la commune sont appelés les Montagnolais.
L'appellation médiévale des habitants de Montagnola ou Montaniola était les Montagnolains.
L'évolution du nombre d'habitants est connue à travers les recensements de la population effectués dans la commune depuis 1793. Pour les communes de moins de 10 000 habitants, une enquête de recensement portant sur toute la population est réalisée tous les cinq ans, les populations de référence des années intermédiaires étant quant à elles estimées par interpolation ou extrapolation. Pour la commune, le premier recensement exhaustif entrant dans le cadre du nouveau dispositif a été réalisé en 2004.

En 2022, la commune comptait 1 000 habitants, en évolution de +18,91 % par rapport à 2016 (Savoie : +3,63 %, France hors Mayotte : +2,11 %).
| 1793 | 1800 | 1806 | 1822 | 1838 | 1848 | 1858 | 1861 | 1866 |
| ---- | ---- | ---- | ---- | ---- | ---- | ---- | ---- | ---- |
| 481  | 518  | 491  | 754  | 804  | 912  | 754  | 733  | 774  |

| 1872 | 1876 | 1881 | 1886 | 1891 | 1896 | 1901 | 1906 | 1911 |
| ---- | ---- | ---- | ---- | ---- | ---- | ---- | ---- | ---- |
| 779  | 794  | 734  | 702  | 680  | 646  | 604  | 575  | 580  |

| 1921 | 1926 | 1931 | 1936 | 1946 | 1954 | 1962 | 1968 | 1975 |
| ---- | ---- | ---- | ---- | ---- | ---- | ---- | ---- | ---- |
| 466  | 532  | 545  | 538  | 471  | 492  | 406  | 347  | 462  |

| 1982 | 1990 | 1999 | 2004 | 2006 | 2009 | 2014 | 2019 | 2022  |
| ---- | ---- | ---- | ---- | ---- | ---- | ---- | ---- | ----- |
| 560  | 653  | 669  | 713  | 723  | 800  | 830  | 978  | 1 000 |

Il est à noter que depuis 1896 les recensements (disponibles auprès des Archives départementales de la Savoie) précisent dans leur récapitulation, en sus des nombres de maisons, ménages, individus, les nombres de français et d'étrangers. En 1896 la proportion est de 7 étrangers pour 646 individus, pour s'accroitre ensuite en raison de l'activité minière. 1906 : 8 sur 575, 1911 : 12 sur 580, 1921 : 18 sur 466, 1926 : 118 (dont 92 au Pontet : des familles italiennes dont les hommes travaillent pour Chiron frères selon les registres) sur 532, 1931 : 159 (dont 120 au Pontet) sur 545, 1936 : 150 (dont 97 au Pontet) sur 538. Ils logeaient entre autres au Pontet dans une grosse bâtisse à proximité immédiate des mines, ou à Chambéry dans le secteur de la Rue Lucien Chiron actuelle, en bas de la route venant de Montagnole. Leur contribution apparait sur la courbe entre la baisse liée à l'exode agricole et la croissance liée à l'habitat résidentiel.

## Économie
Vicat dispose jusqu'au 01-05-2022 d'une autorisation de production de 300 000 tonnes de granulats par an, plus précisément de graves (un mélange de sable et de gravillons), issus de la carrière de Montagnole, dont le transport sur le site de la Revériaz est assuré par la route, par des camions, et pourrait dans le cadre du renouvellement de cette autorisation être assuré à hauteur de 500 000 tonnes par une bande transporteuse empruntant l'ancien tunnel du Métro de Montagnole. Une installation de stockage de déchets inertes ISDI (ex-CET de classe 3) avait été également envisagée à la demande du Préfet, en relation avec cette bande transporteuse, pour remonter les déchets en sens inverse de la descente des granulats.
Une présentation par Vicat au conseil municipal de Jacob-Bellecombette confirme le 11 mai 2021 ce projet de passer à la descente des 80 000 tonnes actuelles par an de granulats (limité par le transport routier) à 500 000 voire 800 000 tonnes en pointe, par une bande transporteuse, et de remonter des déblais venant des chantiers de BTP (100 000 tonnes actuelles par an).
Par ailleurs, la station de chute de blocs rocheux de L'IFSTTAR (dans l'Université Gustave Eiffel depuis 2020) permet de mener des recherches et études au droit de la falaise de cette carrière au Pontet.
La commune fait partie de l'aire géographique de production et transformation du « Bois de Chartreuse », la première AOC de la filière Bois en France,.
Le champ de tir des chasseurs alpins installé au Pas de la Fosse qui était utilisé avec de très gros calibres est maintenant réservé aux armes légères d'infanterie. Il a été fermé de 2011 à 2018 pour permettre de répondre aux nouvelles exigences liées à cette activité.

## Culture locale et patrimoine

### Lieux et monuments

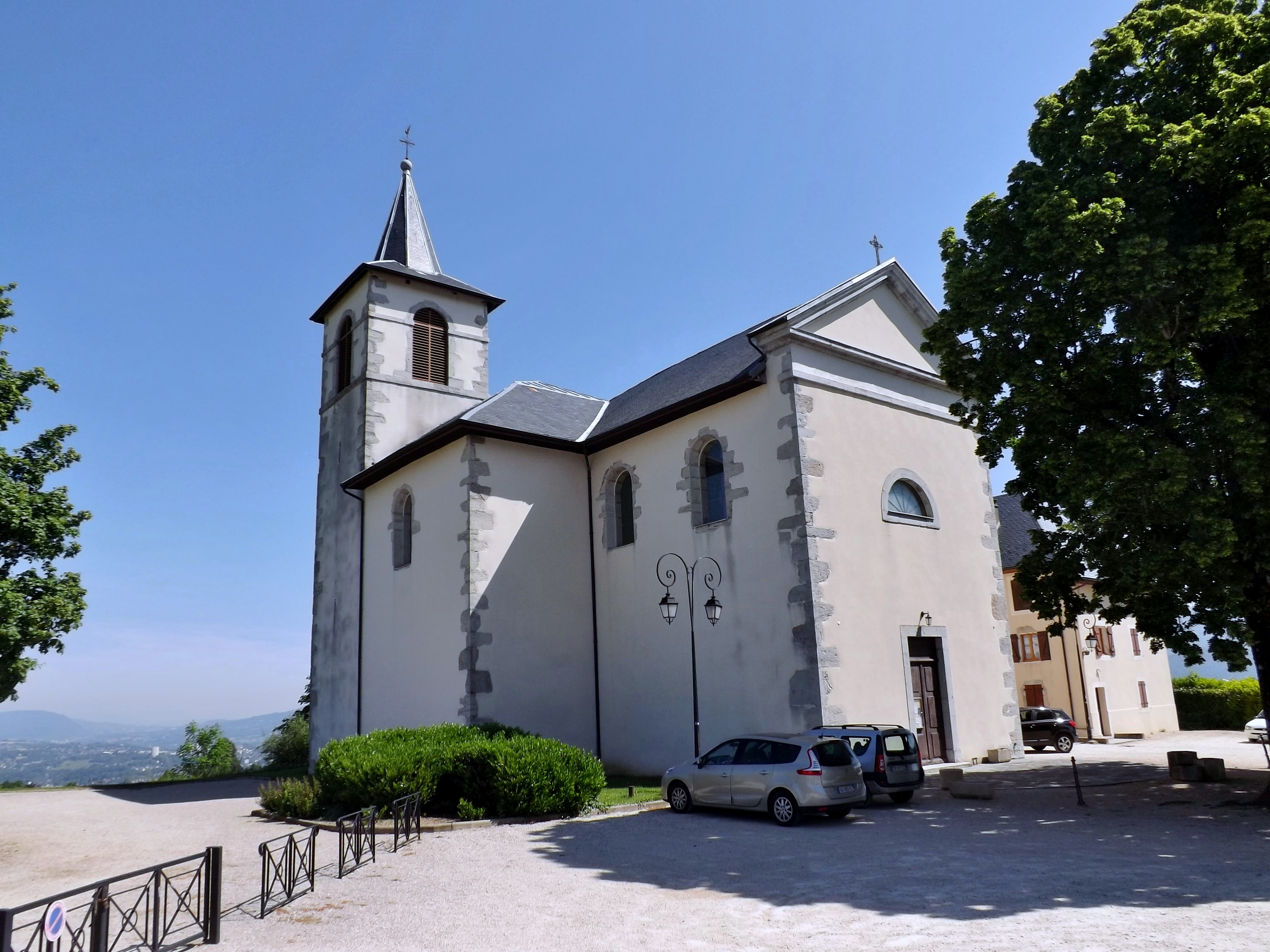
L'église Saint-André.

L'église de la commune est consacrée à Saint-André, puisque sa construction au XVe siècle fait suite à l'éboulement de 1248 du mont Granier provoquant la destruction du village du même nom dans la cluse de Chambéry et l'établissement du doyen représentant l'évêque de Grenoble à Montagnole. En mauvais état, elle est remplacée par l'église actuelle, construite au XVIIIe siècle.
Un important centre équestre est implanté sur le plateau de la commune, ainsi qu'un terrain de football, un terrain d'évolution, et deux courts de tennis. Une salle des fêtes de taille moyenne est située non loin de la mairie. Un monument aux morts de la Première et la Seconde Guerre mondiale a été construit à côté de la mairie, devant lequel les enfants de l'école chantent chaque année en l'honneur des soldats disparus.
Une petite école primaire (trois classes pour 30 élèves) était située dans le même bâtiment que celui de la mairie. Cette école bénéficiait de trois classes pour environ 30 élèves, de la maternelle au CM2. Une nouvelle école a été construite en 2007. En 2017, l'effectif est de 73 enfants.

### Culture
Diverses fêtes et concours sont organisés chaque année, telles les failles, la montée historique, la vente de diots-polente et de paella ainsi que le trail. Le tissu associatif local est très vivace de par l'aspect village de la commune. Les bénévoles sont très actifs afin de conserver ces activités.
Le Trail de Montagnole
Course à pied qui a lieu chaque année depuis 2008 en automne vers le mois de novembre. Cette course est organisée par l’association des MONT’RAILER. La distance à parcourir est de 22 kilomètres pour un dénivelé de 1 100 mètres.
Le Championnat du monde de cyclisme sur route en 1989
Il eut lieu en août 1989 à Chambéry avec la « côte de Montagnole » comme principale difficulté (les professionnels homme ont parcouru 21 fois la boucle de 12 km, pour un total de 259 km) et il fut remporté respectivement pour les professionnels par Jeannie Longo et Greg LeMond. Toujours balisé (photo de la borne n°22 sur la D6), de nombreux amateurs (photo d'une amatrice au milieu de la côte) affrontent encore cette côte chaque année (2 circuits l'empruntant sont proposés)[pertinence contestée].

### Patrimoine naturel
La commune fait partie du parc naturel régional de Chartreuse.

### Personnalités liées à la commune
- Jean Vissol (né à Chambéry, décédé le 23 août 1861 à Montagnole, à 43 ans), connu comme le premier exploitant du ciment de Montagnole[27], découvreur d'antiquités gallo-romaine (actuellement conservées au Metropolitan Museum of Art)[21],[22], syndic, puis maire de la commune.